# Colonia Dos Ríos
Colonia Dos Ríos är en ort i Mexiko.   Den ligger i kommunen Toluca och delstaten Mexiko, i den sydöstra delen av landet, 60 km väster om huvudstaden Mexico City. Colonia Dos Ríos ligger 2 687 meter över havet och antalet invånare är 341.
Terrängen runt Colonia Dos Ríos är platt åt nordost, men åt sydväst är den kuperad. Runt Colonia Dos Ríos är det mycket tätbefolkat, med 2 915 invånare per kvadratkilometer. Närmaste större samhälle är Toluca, 4,5 km norr om Colonia Dos Ríos. Trakten runt Colonia Dos Ríos består till största delen av jordbruksmark.